# Emily Ratajkowski
Emily Ratajkowski [ˈɛməli ˌrætəˈkaʊski], également connue sous le pseudonyme EmRata, est une mannequin, actrice et auteure américaine, née le 7 juin 1991 à Londres.
Née de parents polono-américains et principalement élevée en Californie, elle s'est fait connaître du grand public en apparaissant seins nus dans le clip Blurred Lines de Robin Thicke en 2013.
Emily Ratajkowski apparaît en couverture du magazine érotique Treats! de mars 2012, ce qui lui vaut d'être invitée dans deux clips : Blurred Lines et Love Somebody. Elle apparaît ensuite en 2014 et en 2015 dans le magazine Sports Illustrated Swimsuit Issue. Emily Ratajkowski fait ses débuts en tant que mannequin professionnelle en 2015, défilant pour : Marc Jacobs à la New York Fashion Week, Miu Miu à la Paris Fashion Week, Bottega Veneta, Dolce & Gabbana et Versace à la Fashion Week de Milan. Elle fait une apparition dans une publicité pour Buick pendant la mi-temps du Super Bowl 50. Elle devient l'égérie de plusieurs marques telles que : DKNY, Kerastase, DL1961, Paco Rabanne et The Frye Company. Elle collabore avec d'autres marques comme The Kooples avec qui elle crée une ligne de sac à main.
En août 2017, Emily Ratajkowski crée une marque de maillots de bain et de sous-vêtements nommée Inamorata.
Elle a commencé sa carrière d'actrice à San Diego, en apparaissant en 2009 dans la série iCarly. Sa première participation à un long-métrage, dans Gone Girl, a lieu en 2014. Par la suite, elle interprète des rôles dans les films Entourage, We Are Your Friends et I Feel Pretty.
Elle se définit comme féministe, recevant à la fois des soutiens et des critiques.
Engagée politiquement, elle soutient notamment Bernie Sanders lors des primaires démocrates américaines en 2016 et Zohran Mamdani qui remporte l'investiture démocrate en juin 2025 pour l'élection à la mairie de New-York.

## Biographie

### Jeunesse
Emily O'Hara Ratajkowski est née le 7 juin 1991 à Londres. Elle est fille unique et ses parents, Kathleen Anne Bagley,, et John David Ratajkowski,, sont américains. Sa mère, étudiante à l'Université de Californie à San Diego, a été conférencière en anglais à l'Université de Californie à Los Angeles et a enseigné la littérature américaine en Pologne avec le programme Fulbright. Elle rencontre John Ratajkowski, peintre et professeur d'art, alors qu'ils étudient à la San Dieguito Academy d'Encinitas en Californie,. Quand leur fille naît, ils ne sont pas mariés. Emily Ratajkowski décrit sa mère comme féministe et intellectuelle. La famille Ratajkowski a vécu à West Kensington et Bloomsbury, à Londres (Royaume-Uni), avant de déménager à San Diego quand elle a 5 ans. Cette dernière est élevée à proximité d'Encinitas. Kathleen Bagley a enseigné à l'Université d'État polytechnique de Californie et en 2011, elle enseigne à la San Diego Jewish Academy.
John Ratajkowski est d’ascendances irlandaise, allemande et polonaise. Son père est catholique et sa mère est juive. Emily Ratajkowski indique qu'elle dispose d'un héritage tiré de ses racines polonaises et d'Israël,.
Avant de quitter Londres, elle est attirée par le théâtre. Elle fait ses premiers pas de comédienne à l'âge de 5 ans, se mettant en scène pour sa famille. Pour son tout premier rôle, elle interprète Elsa dans The Little Match Girl à la North Coast Repertory Theatre School. En 2004, elle joue le rôle d'Harriet dans Harriet Potter et le trône d'Apple worth, la production interactive du Lyceum Theatre. Emily Ratajkowski s'essaie au football, au théâtre et à la danse avant de devenir mannequin.
Emily Ratajkowski fréquente des plages nudistes en Europe avec ses parents durant sa jeunesse. Exposée aux photographies de femmes nues et à l'art pendant ses années d'écoles, ainsi qu'au travail de son père y compris celui des photographes Helmut Newton et Herb Ritts, elle est préparée au travail nu. Elle est à l'aise avec la nudité et déclare : « Nous avons cette culture d'hommes, en particulier de regarder de la pornographie, mais ils sont offensés par un portrait ou une photo de nudité classique. Je ne me suis jamais sentie ainsi. » Elle est également influencée par la troisième vague féministe et par les livres Quand la beauté fait mal et Promiscuities de Naomi Wolf.

### Débuts professionnels
Emily Ratajkowski rencontre et signe avec un agent artistique qui contacte l'agence Ford Models. Après avoir signé, à l'âge de 14 ans, elle pose pour des chaînes de magasins comme Kohl's et Nordstrom. À 15 ans, elle commence à auditionner pour des rôles chez Disney et dans la série iCarly ; mais ne se sent pas concernée par ses personnages, les décrivant « comme des archétypes qui mettent en scène des filles pré-pubères et des pom-pom girls garces » ,. Après deux rôles au cinéma, Emily Ratajkowski apparaît dans la troisième saison d'iCarly sur Nickelodeon dans le rôle de Tasha, la petite-amie de Gibby.
En 2009, Emily Ratajkowski fréquente l'Université de Californie à Los Angeles pendant un an, et sans terminer ses études, elle décide de devenir mannequin à temps plein. Elle trouve que l'enseignement des beaux-arts à l'école d'art et d'architecture de l'UCLA ne lui convient pas, elle le trouve trop orienté vers l'art conceptuel, et elle ne se sent pas libre.
Après des campagnes avec le photographe Tony Duran, Emily Ratajkowski pose de plus en plus dans les magazines de mode et fait pour la première fois la couverture entièrement nue du magazine érotique Treats! en mars 2012. C’est à la suite de cette couverture de magazine qu’on lui confie des rôles dans les clips de Blurred Lines et Love Somebody. Emily Ratajkowski tourne dans de nombreuses publicités avec Nikon et Carl's Jr, dont de nombreuses versions de publicités en 2012 pour Carl's Jr avec Sara Jean Underwood,. Elle pose nue ou habillée dans des magazines, notamment avec Jonathan Leder en 2012. Elle travaille aussi avec la marque Frederick's of Hollywood, apparaissant dans deux vidéos : une en 2011 pour la Saint-Valentin et une en 2012 pour les vacances, devenant les vidéos les plus populaires de la chaîne Youtube de la société. Elle travaille avec le photographe Tony Kelly pour la couverture de GQ Turquie en mars 2013.

### Clips musicaux
Elle apparaît seins nus dans le clip de Blurred Lines de Robin Thicke, T.I. et Pharrell Williams en 2013. Auparavant, elle est sélectionnée dans deux autres clips : Fast Car de Taio Cruz, sorti le 5 novembre 2012 et Love Somebody du groupe Maroon 5, sorti deux mois après le clip de Blurred Lines,,.
Love Somebody, tourné le 16 janvier et Blurred Lines ont tous les deux été produits en 2013,. Le clip de Love Somebody est sorti le 21 mai 2013 et est réalisé par Rich Lee. Le clip montre Adam Levine, torse nu, utilisant la technologie inversée du fond vert pour appliquer de la peinture sur Emily Ratajkowski. En se touchant, ils se dévoilent,. Robin Thicke l'avait repérée grâce à la couverture de Treats!, un cliché que le New York Times décrit comme « une photo en noir et blanc artistiquement composée d'Emily Ratajkowski complètement nue, avec ses genoux collés à sa poitrine » et convainc la réalisatrice Diane Martel de l'auditionner pour le clip de Blurred Lines. Selon Martel, elle semblait intelligente et incroyablement belle. Le clip sort le 20 mars 2013, le 28 mars, une version explicite est postée, Emily Ratajkowski apparaît seins nus,. Le clip Blurred Lines est controversé : la vidéo est perçue comme sexiste et dégradante pour l'image des femmes. Certains pensent que les paroles encouragent le viol, tandis que d'autres désapprouvent, affirmant que les paroles soutiennent le pouvoir féminin et la liberté sexuelle,. Diane Martel défend Emily Ratajkowski : « C'est vraiment, vraiment très drôle et subtilement ridicule ». Emily Ratajkowski ne pense pas que la vidéo soit sexiste, affirmant que les producteurs avaient un certain sens de l'humour et du sarcasme : « Ils ont pris quelque chose, qui sur le papier semble vraiment misogyne et sexiste, mais l'ont rendu plus intéressant »,. Elle dit aussi que la chanson lui a donné l'occasion de dire ce qu'elle ressent à propos du féminisme d'aujourd'hui et des femmes en général dans la pop culture. Pendant le tournage, elle ne s'est pas sentie prise pour un objet et a adoré jouer de manière sexuelle. L'attention portée à la nudité dans cette vidéo, dit-elle, montre que l'Amérique n'a pas beaucoup progressé et elle pense que la société réprime la sexualité, ce qui est négatif pour les hommes comme pour les femmes. La chanson est devenue chanson numéro 1 en 2013 dans les charts de musique dans plusieurs pays : Canada, Irlande, Pays-Bas, Nouvelle-Zélande et le Royaume-Uni. Bien qu'elle soit numéro 2 dans le chart US Billboard Hot 100 en fin d'année, la chanson se place ensuite numéro 1 pendant 20 semaines consécutives, battant ainsi la chanson Uptown Funk de Bruno Mars qui n'était restée en tête que 14 semaines en 2015,.
En janvier 2024, Emily Ratajkowski apparaît dans le clip I Know? du rappeur américain Travis Scott.

### Carrière
Le clip Blurred Lines rend Emily Ratajkowski populaire au point d'atteindre le statut de sex-symbol. En octobre 2013, le magazine Esquire la nomme femme de l'année après que les fans aient voté en ligne face à Jennifer Lawrence. En décembre, le magazine Rolling Stones la place dans une liste de 20 sex-symbols hommes et femmes les plus « canons ». En février 2014, le magazine Sport Illustrated en fait l'une de ses 12 nouvelles recrues pour les 50 ans du magazine,,. En avril 2014, le magazine FHM la place quatrième femme la plus sexy du monde. La même année, le magazine Maxim inclut le mannequin en 62e place de son top hot 100,. AskMen la place troisième femme la plus désirable de 2014.
Elle fait la couverture du magazine CR Fashion Book de juillet 2013, incluant des scènes érotiques avec le mannequin Karlie Kloss et des mannequins hommes, photographiés par Bruce Weber. Le 24 juin, elle apparaît seins nus pour la couverture du magazine américain GQ de juillet 2014, photographiée par Michael Thompson (en),.
Elle commence à jouer dans quelques films. Elle joue le rôle d'Andie Fitzgerald, la maîtresse du personnage de Ben Affleck, dans le film de David Fincher, Gone Girl, inspiré du roman de Gilian Flynn en 2014,. Ben Affleck a encouragé David Fincher à prendre le mannequin après avoir vu le clip de Blurred Lines.
Elle a dans ce film le rôle d'une femme manipulatrice et fourbe, un rôle qui l'amène d'après The San Diego Union-Tribune à révéler une aptitude d'actrice au jeu nuancé,,.
Après l'avant-première de Gone Girl au Festival du Film de New York,, elle fait la couverture du magazine Cosmopolitan en novembre 2014. Le 30 octobre 2014, elle apparaît dans la bande-annonce du jeu Call Of Duty : Advanced Warfare avec Taylor Kitsch,. Elle fait une apparition pour le calendrier de l'avent du magazine LOVE en décembre 2014.
Emily Ratajkowski apparaît comme couverture du magazine FHM en février 2015 mais elle tweete que la photo a été utilisée sans son consentement,,,. Elle débute dans le cinéma en 2015, dans le film Entourage, ayant pour rôle une version fictive d'elle-même. Son apparition a été vivement critiquée, allant de « moins que convaincant » par The Hollywood Reporter à « étrangement réaliste » par The Philadelphia Inquirer,. Le site internet Grantland décrit son rôle et son apparition avec un sarcasme cinglant. Elle participe aussi, en 2015, au casting de la mini-série The Spoils Before Dying et fait une apparition dans un épisode,,,. Cette apparition est favorablement critiquée par le site internet The A.V. Club. Elle obtient son premier rôle aux côtés de Zac Efron dans le film We Are Your Friends, un drame musical sorti en août 2015, et fait partie de la promotion du film en Europe et en Amérique du Nord,. Dans le film, elle incarne Sophie, ancienne étudiante à l'université de Stanford, amoureuse du personnage incarné par Zac Effron et est la petite amie et l'assistante personnelle du personnage de Wes Bentley,. Son apparition cinématographique reçoit des critiques mitigées. Alonso Duralde de TheWrap décrit le rôle comme « mince »,, de même que Ty Burr du Boston Globe qui déclare que la performance d'Emily Ratajkowski est « incroyablement terne », tandis que Nell Minow de Beliefnet déclare qu'elle « pose plus qu'elle ne joue son rôle d'actrice ». Kyle Smith du New York Post décrit sa performance comme « discrètement séduisante » et Jordan Hoffman du New York Daily News comme « époustouflante et douce »,. Robbie Collin (en), du Daily Telegraph, et le site Grantland soulignent les capacités de danse rythmique et le sex-appeal d'Emily Ratajkowski, comme vu précédemment dans Blurred Lines,. Au moment de la sortie du film We Are Your Friends, elle apparaît en couverture des magazines : Grazia France, British GQ, Harper by Harper's Bazaar, InStyle UK et InStyle Australia. Elle fait une apparition en tant que présentatrice pour les MTV Video Music Awards en 2015,. La couverture de British GQ est photographiée par Mario Testino, qui produit aussi un court-métrage avec le mannequin pour promouvoir le magazine sur le site internet. Quelque temps après, en septembre, elle fait ses débuts en défilant pour Marc Jacobs lors de la collection Printemps/Été 2016 à la New York Fashion Week,. Cette apparition contribue à la placer numéro 1 du top 12 des Breakout Beauty Stars par Vogue. Pour la collection Automne/Hiver 2016, elle défile pour Miu-Miu à la Paris Fashion Week,. Elle a exprimé le désir de briser les barrières pour les mannequins petites, avec des courbes en déclarant : « Vous n'avez pas besoin de faire 1,75 m et avoir un bonnet A pour être mannequin. »
En mai 2016, elle apparaît dans le clip russe inseparables avec le photographe Dima Bilan,. Emily Ratajkowski fait la couverture alternative du magazine Vogue Allemagne pour le mois d'août 2016 avec Stella Maxwell, Irina Shayk, Lily Aldridge et Rosie Huntington-Whiteley. Aux côtés de Joan Smalls et Kate Upton, elle pose pour le magazine Glamour en couverture du mois d'octobre. L'histoire de cette couverture, qui a été réalisée par Carter Smith, comprend un essai du mannequin, révélant qu'elle est devenue une activiste qui se considère à la fois sexuelle et sérieuse avec des ambitions non-conflictuelles. Elle apparaît dans un épisode de la saison 1 dans la série Netflix, Easy, le 22 septembre 2016,. Le 20 octobre, elle est une invitée-juge pour un épisode de la saison 15 de Project Runway.
En 2017, elle fait la promotion du Fyre Festival sur le réseau social Instagram, un festival de musique censé promouvoir l'application Fyre, qui est finalement un « ravage », avec les mannequins Kendall Jenner, Hailey Baldwin, Bella Hadid et Rose Bertram. Elle rapporte avoir été la seule à ajouter le hashtag « #ad », mais qu'elle a supprimé le post depuis,. Le Federal Trade Commission a dit qu'utiliser ce hashtag ne servait que si les posts avaient été rémunérés et que le hashtag seul n'était pas suffisant,.
En juillet 2017, après avoir défilé pour la marque française The Kooples pour la collection Automne/Hiver 2017, elle collabore avec la marque pour concevoir 38 sacs. La version initiale, Emily By The Kooples, est sortie avec six couleurs et un sac en cuir The Emily Bag,. Les sacs sont fabriqués en Italie et représentent la première incursion de The Kooples,. Un mois plus tard, elle apparaît en couverture du magazine Allure,, du magazine britannique Glamour et pose nue pour le magazine Love, photographiée par Patrick Demarchelier. Emily Ratajkowski joue le rôle de Jessica Weintraub, aux côtés de Spencer Boldman, dans le film Cruise, écrit et réalisé par Robert Siegel. Elle fait aussi partie du casting pour le film Sous la ville aux côtés de Natalie Dormer, Ed Skrein et Stacy Martin. Elle obtient un rôle pour le film Welcome Home aux côtés de l'acteur Aaron Paul. Le 23 septembre, elle défile à la Milan Fashion Week pour Bottega Veneta,. Un mois plus tard, elle révèle qu'elle travaille avec un coach pour apprendre le français et l'italien pour le film Lying and Stealing. Le 1er novembre, le rappeur Tyga dévoile un teaser non officiel de 60 secondes pour le clip de Tequila Kisses mettant en vedette Emily Ratajkowski. Le mannequin apparaît simplement dans la version bonus du clip. Le 4 novembre, le rappeur supprime cet extrait de son compte Instagram à la suite des plaintes du mannequin, selon lesquelles les vidéos provenaient d'un lookbook qu'elle avait fait avec Philip Lopez en 2013,.
En 2018, Emily Ratajkowski joue dans le film I Feel Pretty aux côtés de la comédienne Amy Schumer. Le 29 mars, elle fait partie de la série Bright Future diffusée sur NBC,. La série est comparée à Friends et How I Met Your Mother. Elle est en couverture du magazine Marie Claire pour le mois de juin.
En 2019, le film Lying and Stealing met en vedette Emily Ratajkowski et l'acteur Theo James,. Le 21 avril, elle apparaît en bikini aux côtés d'un lapin, célébrant Pâques pour le Love Magazine,. En juin, une collaboration entre le mannequin et le site Nastygal voit le jour sous le nom de Nasty Gal x EmRata,,.
Le mannequin lance un podcast intitulé HighLow with Emrata afin de laisser la parole à des célébrités féminines mais également à ses fans sur la sexualité, le féminisme, la vie monoparentale et d'autres sujets,.
En avril 2023, elle annonce mettre un terme à sa carrière comme actrice,,.
Malgré cela, en 2024, elle rejoint Too Much, une série créée par Lena Dunham.

## Vie privée
En août 2014, Emily Ratajkowski est victime d'une importante fuite de photos personnelles dénudées, dérobées sur l'iCloud,.
En décembre 2014, Us Weekly confirme qu'elle fréquente le musicien Jeff Magid. Début 2018, la presse indique qu'ils se sont séparés. Le 23 février 2018, le mannequin annonce sur Instagram qu'elle s'est mariée avec Sebastian Bear-McClard, son petit ami depuis quelques semaines, une union surprise officialisée civilement au tribunal de New York. 
En octobre 2020, elle révèle via le magazine Vogue être enceinte de son premier enfant. Elle donne naissance à leur fils le 8 mars 2021. Le 20 juillet 2022, après 4 ans de mariage, le couple se sépare en raison d'infidélités,.

## Image médiatique

### Influence
Emily Ratajkowski a beaucoup été mentionnée dans des listes et des sondages qui classent la mode dans les médias. Elle a été classée dans la liste Hot 100 du magazine Maxim en 2014 en 62e position et en 2015 en 2e position. Le magazine AskMen l'a classée en 3e position des femmes les plus désirables en 2014, mais son classement a chuté à la 14e position en 2016,. Quant à FHM, elle est classée en 14e position des femmes les plus sexy en 2014, une nouvelle fois, le magazine dans son classement annuel revoie la position de l'actrice à la 18e en 2015,. Elle se classe dans la liste des femmes les mieux habillées pour Vogue Italie en 2015 et Harper's Bazaar l'a classée dans sa liste des femmes les mieux habillées à la New York Fashion Week en 2016,.
Dans les revues respectives de We Are Your Friends, Richard Roeper (en) et Wesley Morris (en) disent d'Emily Ratajkowski : « Une fois, elle joue la séductrice, une fois, elle échoue à montrer ses talents d'actrice »,.

### Féminisme et sexualité
Emily Ratajkowski décrit la pression qu'elle a subie étant plus jeune à propos de sa sexualité et de ses pensées sur l'autonomisation sexuelle des femmes, dans Lenny Letter de Lena Dunham le 16 février 2016,,. Elle, Harper's Bazaar et Esquire ont republié la lettre,,. Plusieurs critiques la félicitent : Hailey Spencer de Glamour, Jenavieve Hatch du Huffington Post et Rachel Moon du Daily Mirror. Selon Nikki Kinstlinger du magazine Cosmopolitan et Georgia Simmonds du magazine Marie Claire, le mannequin trouve l'autonomisation dans la définition et la possession de l'expression de sa sexualité et de son corps. Erin Coulehan, du site internet Salon, décrit l'identification de l'essai comme d'un catch 22 (en) sociétal dans lequel mettre en valeur la sexualité féminine qui peut « offenser, exciter ou créer l'envie » conduit à la critique et à la honte corporelle. Isabella Silvers du magazine InStyle (en) convient que la sexualité féminine n'est pas toujours au profit de quelqu'un d'autre. Charlotte Gill de The Independent admet faire partie de la minorité trouvant la lettre « terne et décousue ». Emily Ratajkowski défend Kim Kardashian des critiques lorsque cette dernière publie un selfie nue sur Instagram en mars 2016 en disant que « les femmes ont le droit d'exprimer leur sexualité et de partager leurs corps comme elles le choisissent ». Ensuite, Kim Kardashian et Emily Ratajkowski plaident conjointement via les réseaux sociaux pour l'autonomisation sexuelle des femmes et contre la honte de leurs corps ; près d'un million de fans sur les réseaux sociaux ont réagi de manière positive et les médias en ont pris note,,. À la suite de sa lettre et de sa déclaration sur les réseaux sociaux, la controverse au sujet de son féminisme s'accroît. Le journaliste Piers Morgan déclare que « la forme de féminisme d'Emily Ratajkowski est un affront déguisé au vrai féminisme », le qualifiant de charabia pseudo-féministe,. Après un tweet de Piers Morgan écrivant « RIP Feminism » (« Le féminisme est mort ») à propos d'une photo de Ratajkowski posant à côté de Kim Kardashian, Heidi Stevens du Chicago tribune (en) et Helen Pankhurst du The Daily Telegraph déclarent qu'« Emily Ratajkowski n'a ni tué, ni renforcé le féminisme »,. Taylor Harris de Women's Wear Daily questionne l'impact du féminisme d'Emily Ratajkowski. Gill de The Independent remet en question le féminisme d'Emily Ratajkowski, affirmant que « ses activités professionnelles continuent à défendre les industries qui nous traitent comme des morceaux de viande ». Heather Saul de The Independent écrit pour soutenir la jeune mannequin dans un article intitulé « Emily Ratajkowski est en train de devenir une voix féministe importante dans le débat sur la censure et la sexualité des femmes ». Allie Jones de New York dit d'Emily Ratajkowski qu'elle est « la meilleure célébrité féministe ». Selon un article de la page 6 du New York Post datant du 26 novembre 2016, 71 photographies prises par Jonathan Leder en mai 2012 étaient en cours d'impression dans une publication par Imperial Publishing et exposées dans une galerie d'art à New York en février 2017. Le 30 novembre 2016, Emily Ratajkowski tweete qu'elle figure dans la publication du photobook sans son consentement. New York note qu'Emily Ratajkowski a prétendu que les images sont destinées à être utilisées dans un magazine d'art tandis que USA Today note qu'elle a hésité à protester parce qu'elle ne veut pas donner de publicité à Leder.
En mars 2017, elle devient le visage de DKNY Intimates, puis en août le visage de la marque DL1961 jeans, ainsi que celui de la marque The Frye Company pour leur campagne publicitaire d'automne 2017. En septembre 2017, la jeune mannequin conteste l'édition de la couverture du magazine Madame Figaro incluse dans l'édition du Figaro Magazine le 16 septembre,. Vogue publie un article le mois suivant sur Emily Ratajkowski pour son « excellence stylistique ». En janvier 2018, le mannequin lance une campagne de mode avec Inez & Vinoodh comme nouvelle ambassadrice pour la marque Kerastase. Vogue note que la publicité pour Kerastase est la première campagne de beauté d'Emily Ratajkowski. En mars 2018, elle décroche sa première campagne de parfum comme visage de la ligne de parfum féminin de Paco Rabanne,. Elle gagne le prix Inspire à l'Université de Californie du Sud à leur cérémonie d'inauguration en mars 2018,.
Emily Ratajkowski recueille des fonds, fait des annonces d'intérêt public et s'engage dans un court-métrage faisant la promotion de la reproduction et de la vie sexuelle pour Planned Parenthood,. Son implication attire les foudres des défenseurs du droit à la vie tels que le National Right to Life Committee. Elle dit qu'elle possède la liberté d'expression sexuelle « tout en restant féministe » et s'exprime avec énergie tout en utilisant sa célébrité pour soutenir l'autonomisation des femmes et la sexualité des femmes,. Amanda Hess, de Slate, émet des doutes, se demandant si elle est vraiment une féministe ou une opportuniste exploitant le féminisme.
Fin 2020, elle publie un essai dans le magazine The Cut où elle narre la façon dont son image est utilisée sans son autorisation. Elle détaille également avoir été violée par le photographe Jonathan Leder. En novembre 2021, elle publie son premier livre intitulé My Body. Le livre est présenté comme « une exploration personnelle du féminisme, de la sexualité et du pouvoir, de la manière des hommes de traiter les femmes et de la manière qu’ont les femmes d’accepter ce traitement ». Elle accuse le chanteur Robin Thicke de l'avoir agrippée par la poitrine nue devant l'équipe de tournage du clip Blurred Lines, propos confirmés par la réalisatrice Diane Martel,, et relate un viol par son premier petit ami.

### Politique
À la veille des primaires démocrates du New Hampshire en février 2016, Emily Ratajkowski prend la parole lors d'un rassemblement de Bernie Sanders pour soutenir sa campagne,,. L'un des principaux points de son discours et de son activité sur les réseaux sociaux est de contrer la déclaration de Gloria Steinem, selon laquelle de jeunes sympathisantes de Bernie Sanders sont impliquées dans la campagne pour rencontrer de potentiels partenaires sexuels masculins,.
En octobre 2018, Emily Ratajkowski et Amy Schumer sont arrêtées après avoir manifesté devant la Cour suprême des États-Unis contre la nomination de Brett Kavanaugh,.
Lors des primaires démocrates de 2025 pour les élections municipales de New York, elle apporte son soutien au candidat socialiste démocrate Zohran Mamdani.

## Filmographie
Sauf indication contraire, les informations mentionnées dans cette section peuvent être confirmées par la base de données cinématographiques IMDb,  présente dans la section « Liens externes ».

### Cinéma
- 2004 : Andrew's Alteration (court métrage) de Sidney Franklin : jeune fille
- 2014 : Gone Girl de David Fincher : Andie Fitzgerald
- 2015 : Entourage de Doug Ellin : elle-même
- 2015 : We Are Your Friends de Max Joseph : Sophie
- 2018 : La Part obscure (In Darkness) d'Anthony Byrne : Véronique
- 2018 : I Feel Pretty d'Abby Kohn et Marc Silverstein : Mallory
- 2018 : Welcome Home (en) de George Ratliff : Cassie
- 2018 : Cruise de Robert D. Siegel (en) : Jessica Weintraub
- 2019 : Arnaqueurs associés (en) (Lying and Stealing) de Matt Aselton : Elyse Tibaldi

### Télévision

#### Séries télévisées
- 2009 - 2010 : iCarly : Tasha (2 épisodes)
- 2015 : The Spoils Before Dying : l'agent Day
- 2016 : Easy : Alison Lizowska (1 épisode)
- 2024 : Too Much : Wendy Jones

### Clips
- 2012 : Fast Car (en) de Taio Cruz
- 2013 : Blurred Lines de Robin Thicke feat. T.I. et Pharrell Williams
- 2013 : Love Somebody de Maroon 5
- 2016 : Inseparable de Dima Bilan
- 2024 : I know ? de Travis Scott

### Publicité
- 2014 : bande-annonce du jeu vidéo Call of Duty: Advanced Warfare
- 2017 : publicité The Kooples
- 2018 : publicité du parfum pour femme Pure XS de Paco Rabanne

## Publications
- (en) Emily Ratajkowski, My Body, Quercus, 2021, 272 p. (ISBN 978-1529415902)